# Morus (animal)
Morus es un género de aves Suliformes perteneciente a la familia Sulidae. 
Incluye a tres especies:
- Morus bassanus - Alcatraz común o atlántico
- Morus capensis - Alcatraz de El Cabo
- Morus serrator - Alcatraz australiano

Morus viene del  Griego clásico moros "estúpido"  o "tonto" debido a que no muestran temor durante el periodo de incubación, con lo se les podía cazar con mucha facilidad. 